# Aleksander Radosavljevič
Aleksandar Radosavljević (Kranj, 1979. április 25. –) szlovén válogatott labdarúgó.

## Pályafutása

### A válogatottban
2002 és 2013 között 39 alkalommal szerepelt a szlovén válogatottban és 1 gólt szerzett. Részt vett a 2010-es világbajnokságon.

## Sikerei, díjai
Sinnyik Jaroszlavl
- Orosz másodosztályú bajnok (1): 2007